# Paramiana
Paramiana là một chi bướm đêm thuộc họ Noctuidae.

## Loài
- Paramiana callaisata Blanchard, 1972
- Paramiana canoa (Barnes, 1907)
- Paramiana marina (J.B. Smith, 1906)
- Paramiana perissa Nye, 1975
- Paramiana smaragdina (Neumoegen, 1884)

## Former species
- Paramiana exculta Blanchard & Knudson, 1986 hiện tại được coi là đồng nghĩa của Euamiana endopolia (Dyar, 1912)